# Aulikki Rautawaara
Aulikki Rautawaara, née le 2 mai 1906 à Vaasa (Grand-Duché de Finlande) et morte le 29 décembre 1990 à Helsinki (Finlande), est une soprano finlandaise.
Elle est connue internationalement pour ses interprétations des œuvres de Grieg et Jean Sibelius.